# セミー・モズレー
セミー・モズレー（Semie Moseley、1935年6月13日 - 1992年8月7日）は、アメリカ合衆国の楽器職人、モズライトの創業者。
モズレーは、オクラホマ州デュラントで、1935年に生まれた。彼の一家は、カリフォルニア州ベーカーズフィールドへやってきたオクラホマからの移住者たち（通称、Bakersfield Okies）の多くと同様の経路をたどり、まず1938年にアリゾナ州チャンドラーに移り、次いで、その2年後に、カリフォルニア州ベーカーズフィールドへ移住した。セミーの母は、ドライクリーニング店で働き、父はサザン・パシフィック鉄道に勤めていた。
ベーカーズフィールドで、モズレーは、13歳から教会のグループでギターを弾き始めた。
セミーと弟のアンディは、十代のころからギターでいろいろ実験をしており、改造したり、新しいネックを作ったりしていた。

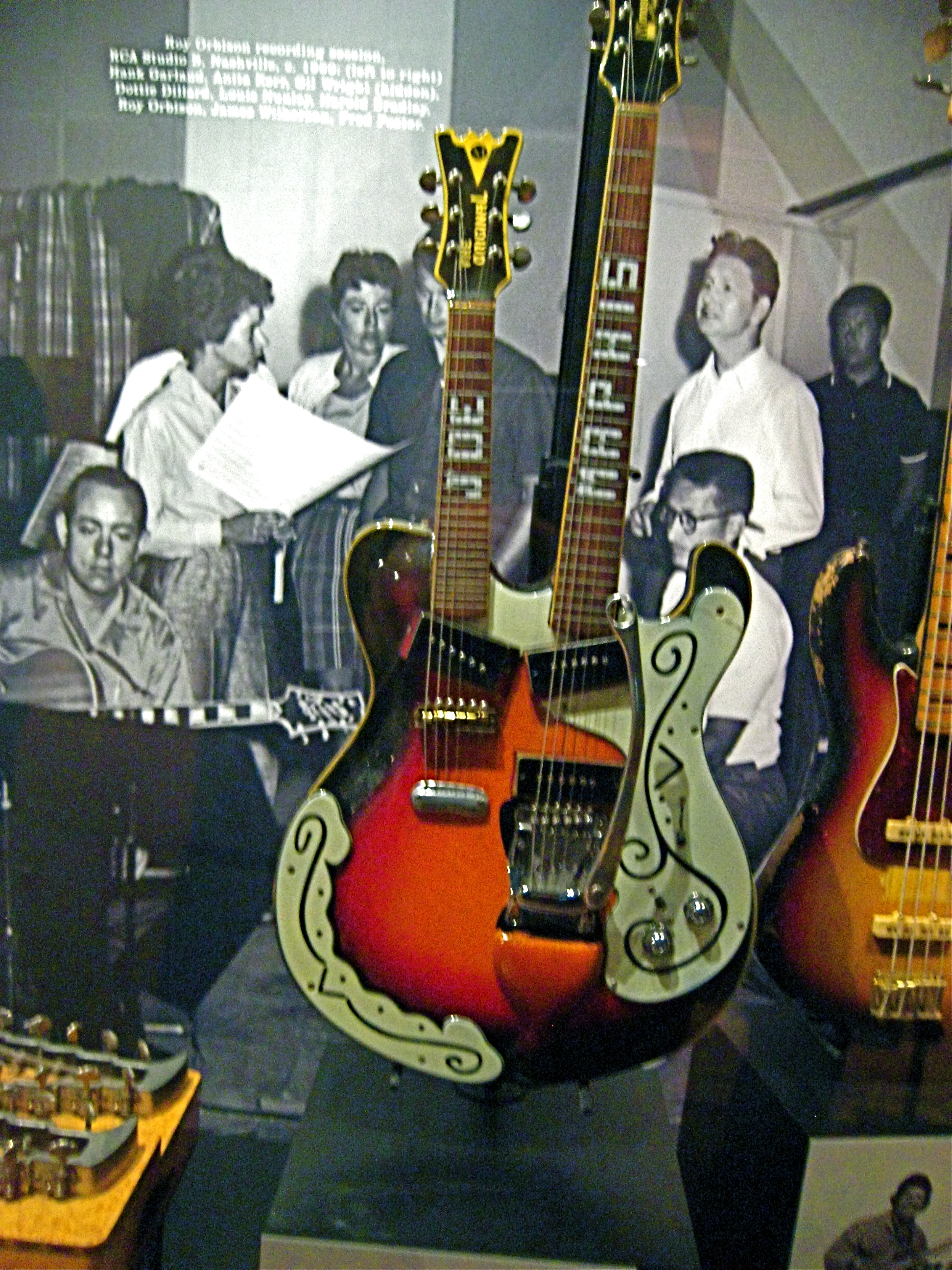
ジョー・メイフィスのダブルネック・ギター。

1954年、セミーはトリプルネックのギターを、自宅のガレージで作った。これは、一番長いネックが普通のギターで、2番目が1オクターブ高い音、最も短いネックは8弦のマンドリンになっていた。セミーは、自作のダブルネック・ギターを、ロサンゼルス周辺でテレビ出演者として知られていたジョー・メイフィスに贈った。1956年、ロサンゼルスで活動していた牧師レイ・ボートライト (Reverend Ray Boatright) からの出資を得たサミーとアンディは、自分たちの会社モズライト・オブ・カリフォルニア (Mosrite of California) を興した。サミーは、ロサンゼルスに拠点を置いていたリッケンバッカーで、ギター作りにたずさわっていたが、同僚に、自分自身でもギター製品を作っていると話したため、リッケンバッカーを解雇された。
兄弟が会社を興した当時、全ての製品は注文に応じた手作りのギターであり、それを作成する場所はガレージやトタンぶきの物置小屋で、どこであれモズレー兄弟が必要な道具を設置できる場所が作業場となった。
1959年、アンディは1年間、テネシー州ナッシュビルに移り住み、モズライトのブランドを売り込み、そこそこの数のギターをグランド・オール・オプリに出演する芸能人をはじめ、一般の人々や、路上の演奏家たちにも売った。アンディは、「当時、僕たちはそうやって、工場を維持してたよ、カスタム・ギターでね」と述べている。
モズレー兄弟は、レコード事業にも手を伸ばし、モズライト・レコード (Mosrite Records) を設立した。彼らは、まだ十代だったバーバラ・マンドレルと契約したが、彼女は、カリフォルニア州オーシャンサイドのレコード店のオーナーで、モズライトのギターも扱っていたアービー・マンドレル (Irby Mandrell) の娘であった。ほかにも、ギタリストのロニー・セッションズ (Ronny Sessions) などがこのレーベルと契約した。
ギター製造がピークを迎えた1968年、セミーとアンディの兄弟は107人の従業員を雇用し、アコースティック・ギター、スタンダード・エレクトリック、ダブルネック、ベース、ドブロや、マンドリンまで含め、毎月1,000本のモズライト・ギターを製造していた。
1968年の遅い時期、モズライト・オブ・カリフォルニアは、自分たちのギターをライバルである他のギター製造会社のルートで販売してもらうという契約を結んだ後に、破産してしまった。これ以降、モズライトは小売店と直接に取引しようと努めるようになり、1969年には280本のギターを売ったが、ある日、彼らの工場は封鎖されてそれ以上の仕事はできなくなった。
破産から2年後、セミーはモズライトのブランドを取り戻すことができ、1970年に、ベーカーズフィールドに近いパンプキン・センターでギター製作を再開した。以降の20年の間に、彼は工場を3回移転し、1970年代半ばにはオクラホマシティへ、1981年にはノースカロライナ州バーク郡のジョナス・リッジ郡区へ、1991年にはアーカンソー州ブーンビルへと工場が移された。
アーカンソー州への工場移転から6か月後、セミー・モズレーは骨がんと診断され、6週間後の 1992年8月に死去した。
セミーの娘ダナ (Dana) も楽器職人であり、モズライト・ギターを作り続けている。ダナは、毎月定例の「モズライト・ジャム (Mosrite Jam) をベーカーズフィールドで始めた。

## 関連文献
- Landers, Rick; Brennan, Tim, "The Story of Mosrite Guitars, Part One". Modern Guitars magazine, January 18, 2005